# Erikjaure
Erikjaure är en sjö i Arjeplogs kommun i Lappland och ingår i Piteälvens huvudavrinningsområde. Sjön har en area på 0,592 kvadratkilometer och ligger 460 meter över havet.

## Delavrinningsområde
Erikjaure ingår i det delavrinningsområde (735431-163687) som SMHI kallar för Utloppet av Erikjaure. Medelhöjden är 523 meter över havet och ytan är 23,01 kvadratkilometer. Det finns inga avrinningsområden uppströms utan avrinningsområdet är högsta punkten. Erikjaurjåkkå som avvattnar avrinningsområdet har biflödesordning 3, vilket innebär att vattnet flödar genom totalt 3 vattendrag innan det når havet efter 184 kilometer. Avrinningsområdet består mestadels av skog (64 procent) och sankmarker (32 procent). Avrinningsområdet har 0,74 kvadratkilometer vattenytor vilket ger det en sjöprocent på 3,2 procent.